# Arc cu foi

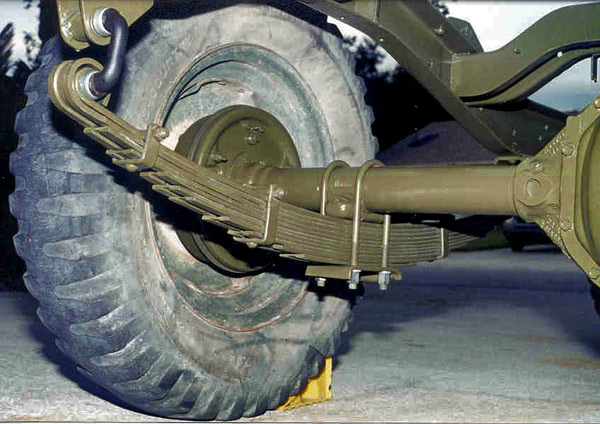
Un aranjament tradițional de arcuri cu foi Hotchkiss semieliptice. În stânga, arcul este legat la cadru cu un inel.

Un arc cu foi este o formă simplă de arc utilizat de obicei în suspensia vehiculelor cu roți. Inițial numit arc laminat și uneori numit arc semieliptic sau arc eliptic, este una dintre cele mai vechi forme de suspensie a vehiculelor. Un arc cu foi este format din una sau mai multe platbande înguste și subțiri, în formă de arc, care sunt legate de osie și de șasiu într-un mod care permite arcului să se flexeze vertical ca răspuns la neregularitățile suprafeței drumului. Arcurile cu foi montate lateral sunt cea mai frecvent utilizată configurație, ele fiind montate de-a lungul vehiculului, perpendicular pe axul roții, dar există și numeroase exemple de arcuri cu foi montate transversal.
Arcurile cu foi pot îndeplini multiple funcții ale suspensiei: poziționare, susținere și, într-o oarecare măsură, amortizare, prin frecarea dintre foi. Totuși, această frecare nu este bine controlată, rezultând mișcări neregulate ale suspensiei. Din acest motiv, unii producători au folosit arcuri cu o singură foaie (arc lamelar).

## Istoric

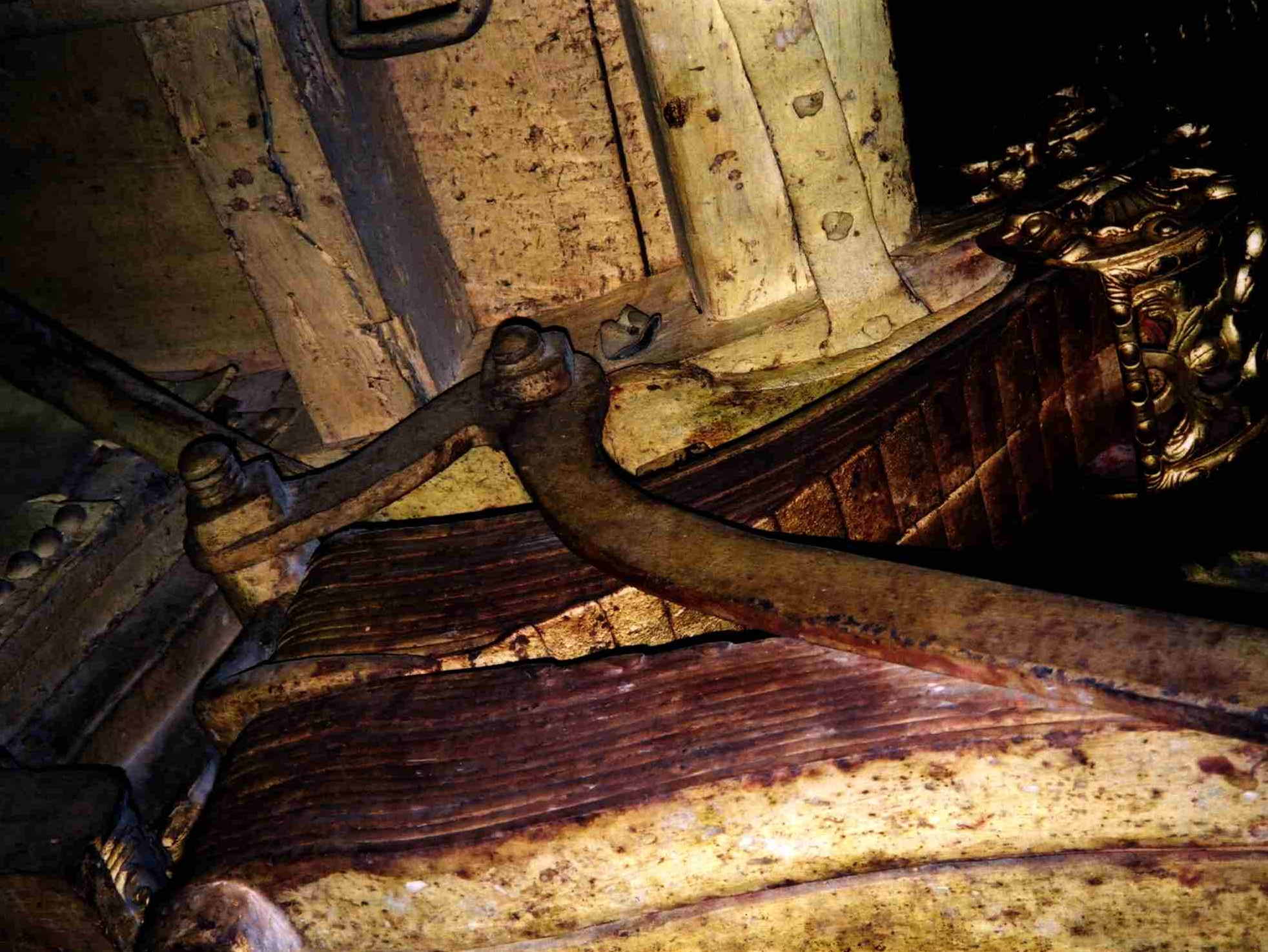
Arc de trăsură din secolul al XVII-lea la Muzeul Trăsurilor din Lisabona

Cele mai vechi arcuri cu foi cunoscute au început să apară la trăsuri în Franța la mijlocul secolului al XVII-lea sub forma arcului cotit din două părți (ca exemplul ilustrat de la Lisabona) și ulterior au apărut și în Anglia și Germania, pe trăsurile celor bogați din acele țări în jurul anului 1750.:1 Dr. Richard Lovell Edgeworth a fost decorat cu trei medalii de aur de către The Royal Society for the Encouragement of the Arts, Manufactures and Commerce⁠(d) (în română Societatea Regală pentru Încurajarea Artelor, Fabricanților și Comerțului) în 1768 pentru demonstrarea superiorității trăsurilor cu arcuri. În 1796 lucrarea lui William Felton, A Treatise on Carriages (în română Tratat despre trăsuri) arăta că arcurile cu foi erau comercializate în mod regulat de industria trăsurilor de la sfârșitul secolului al XVIII-lea.:1
Lui Obadiah Elliot i se atribuie inventarea arcului cu foi modern, brevetul său din 1804 privind arcurile cu foi eliptice, care i-a adus recunoașterea și venituri semnificative, iar inginerii au început să studieze arcurile cu foi pentru a dezvolta modele și procedee de fabricație îmbunătățite. Mecanica și deformarea arcurilor cu foi au fost dezvoltate de Clark (1855), Franz Reuleaux (1861), și G.R. Henderson (1894).:1 În a doua jumătate a secolului al XIX-lea au fost dezvoltate procese îmbunătățite de laminare a oțelului, instrumente de proces și aliaje de oțel pentru arcuri, ceea ce a făcut ca fabricarea arcurilor cu foi să fie mai substanțială și mai puțin costisitoare.:2

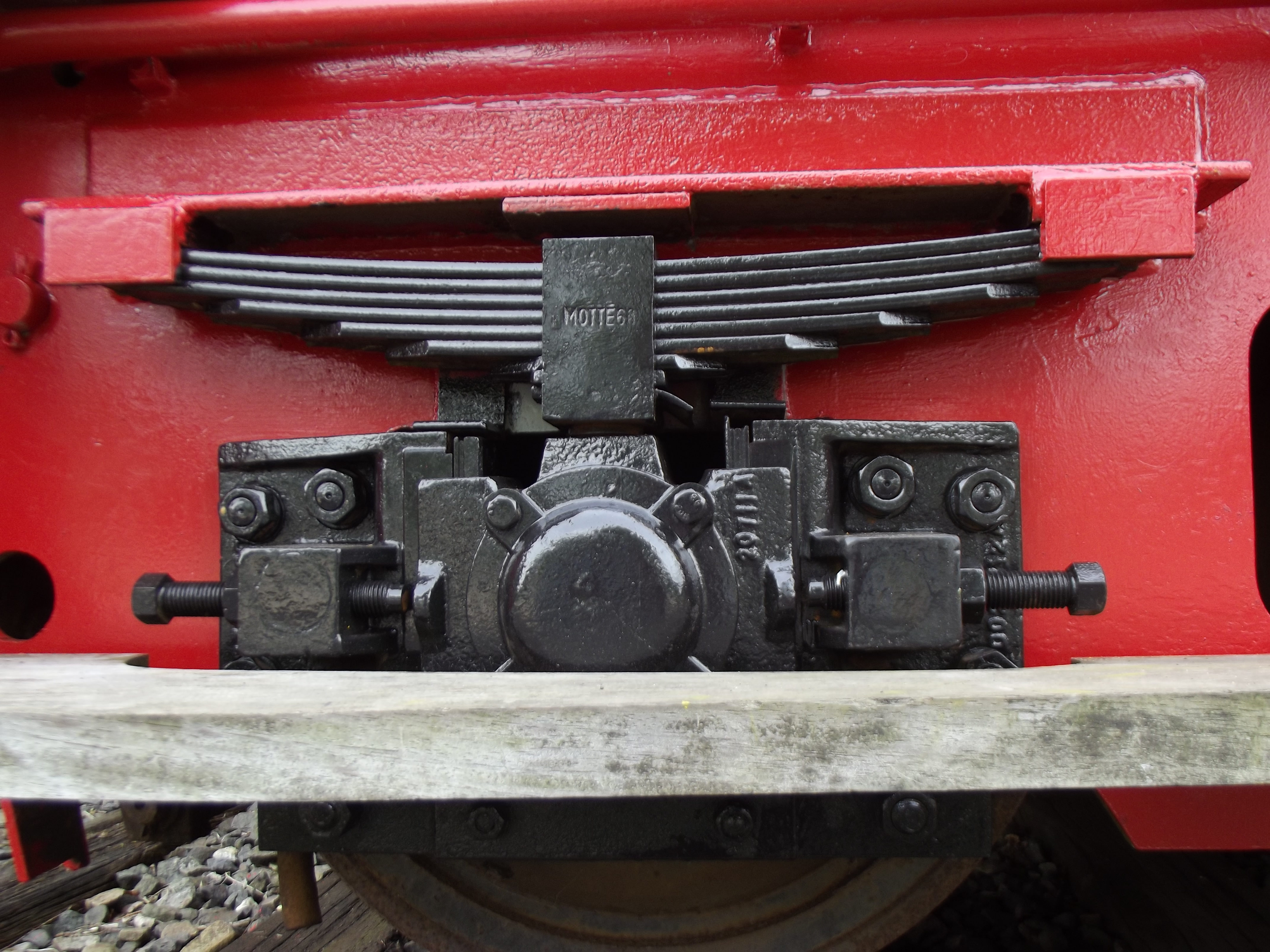
Arc cu foi al unei locomotive germane construită de Orenstein-Koppel și fabrica de construcții de mașini din Lübeck

Arcurile cu foi au fost foarte frecvente la automobile până în anii 1970, când producătorii au trecut în principal la tracțiunea față și au fost dezvoltate modele de suspensii mai sofisticate cu arcuri elicoidale. Astăzi, arcurile cu foi sunt încă utilizate în vehiculele comerciale grele, cum ar fi camioanele, SUV-urile și materialul rulant de cale ferată. Pentru vehiculele grele, acestea au avantajul de a distribui sarcina în două puncte pe șasiul vehiculului, în timp ce arcurile elicoidale o transferă într-un singur punct. Spre deosebire de arcurile elicoidale, arcurile cu foi stabilesc și poziția punților din spate, eliminând necesitatea brațelor de susținere, micșorând astfel costurile și greutatea printr-o suspensie în spate simplă cu punte rigidă. Un alt avantaj al unui arc cu foi față de un arc elicoidal este că capătul arcului cu foi poate fi ghidat de-a lungul unei traiectorii definite. Ln multe camioane de la sfârșitul anilor 1990 și începutul anilor 2000, arcul cu foi este legat de șasiu printr-o articulație sferică.

Arcuri cu foi în suspensii independente
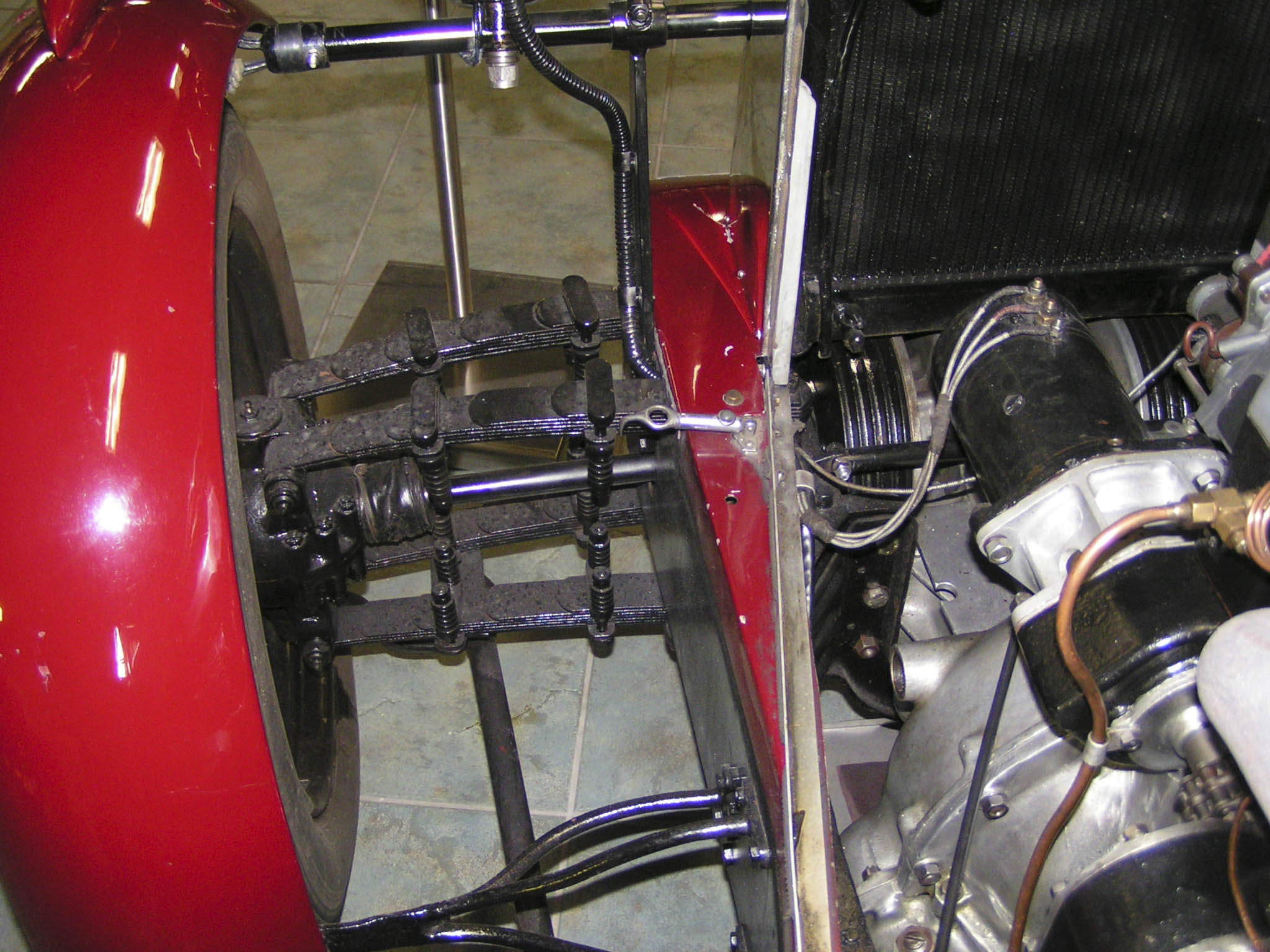
Suspensie față independentă cu arcuri cu foi. Tracțiune față realizară de Alvis, 1928
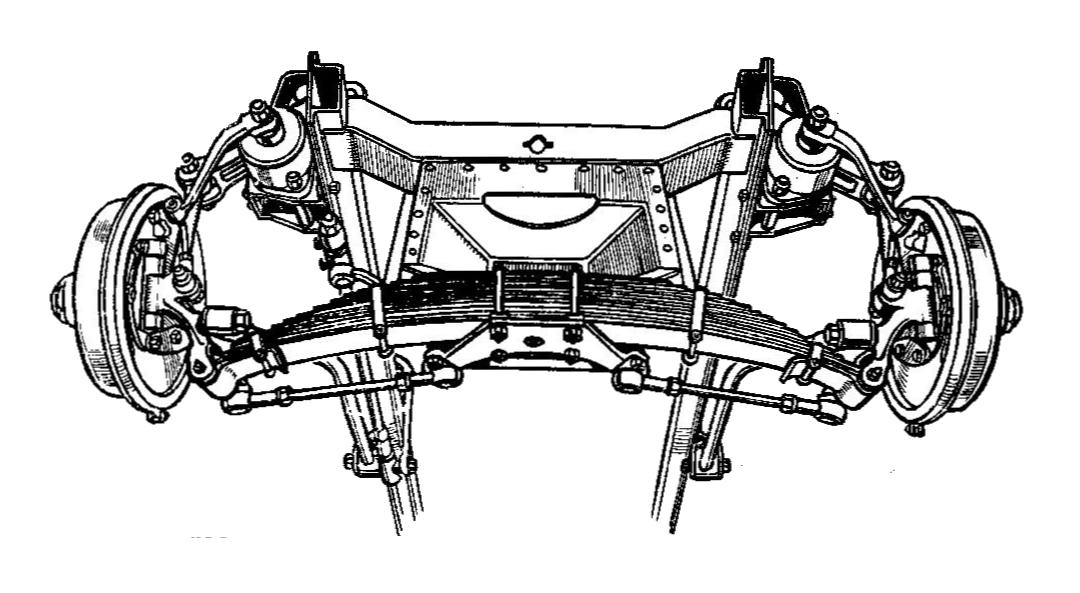
Suspensie față independentă cu arc cu foi transversal. Humber, 1935
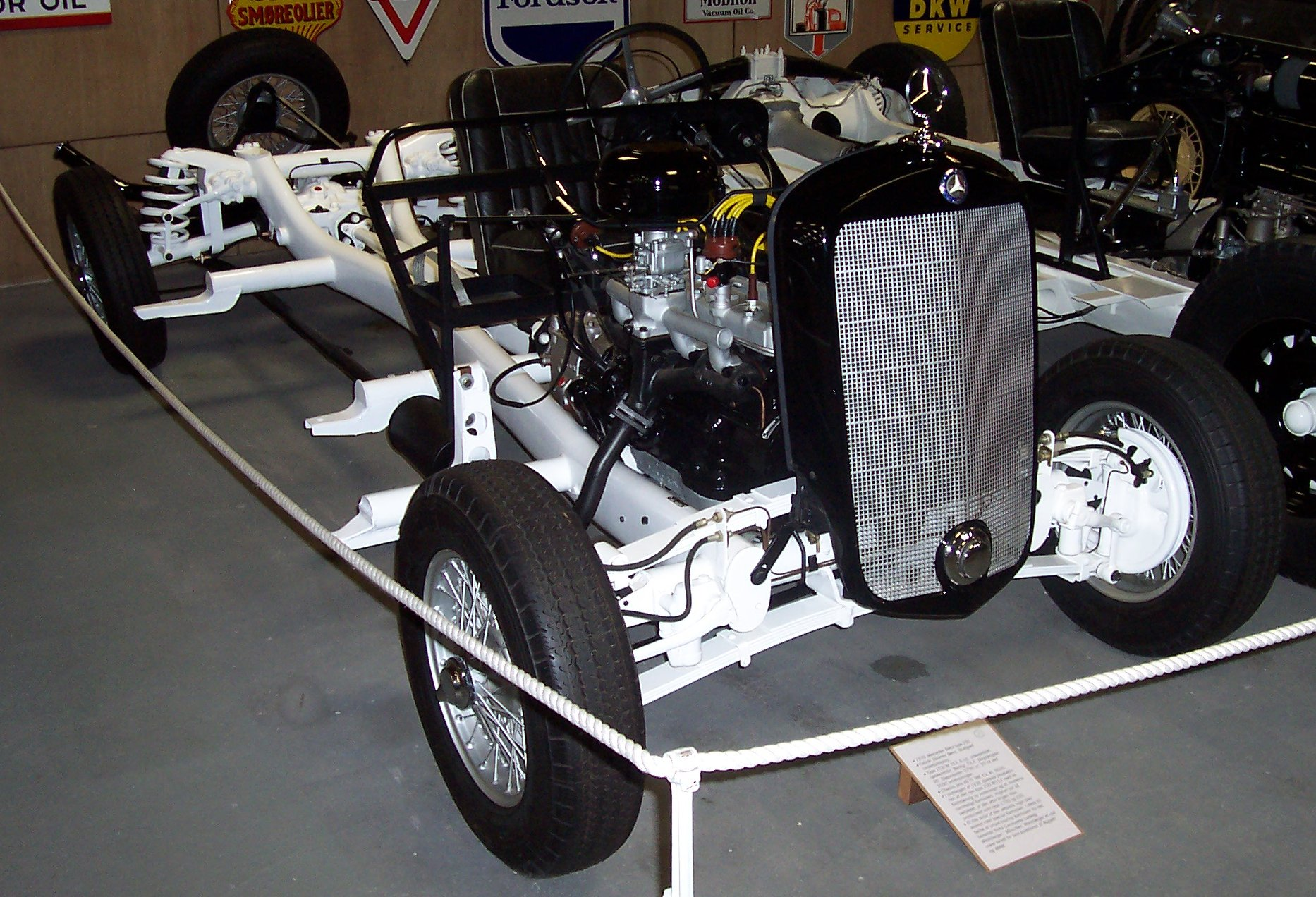
Suspensie față independentă cu arcuri semieliptice. Mercedes Benz 230 W153, 1938

Arcul cu foi are și aplicații moderne în automobile. De exemplu, Chevrolet Corvette Sting Ray din 1963 folosește un arc cu foi transversal pentru suspensia spate independentă. Similar, Volvo XC90 din 2016 are un arc cu foi transversal folosind materiale compozite la suspensia spate, concept similar cu arcul cu foi al modelului Corvette din 1983. Această configurație folosește un arc cu foi drept care este fixat strâns pe șasiu în centru; capetele arcului sunt prinse cu șuruburi de suspensia roții, permițând arcului să funcționeze independent pe fiecare roată. Această suspensie este mai mică, mai plată și mai ușoară decât o configurație tradițională. 

## Aspecte teoretice

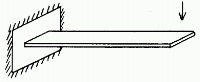
Schema unei lame încastrate

Calculul prezentat în această secțiune este un calcul de predimensionare care permite o primă imagine despre dimensiunea pe care ar avea-o un arc lamelar „real”, realizat conform regulilor tehnicii. O lamă încastrată cu un capăt liber, atunci când este încărcată la capătul liber cu o sarcină concentrată de încovoiere poate acționa ca un arc. Însă tensiunea maximă apare în secțiunea de încastrare, în timp ce capătul liber, care are același modul de rezistență la încovoiere WzI ca și cel al secțiunii de încastrare, are o solicitare de încovoiere nulă (există solicitarea de tăiere, dar, comparativ, ea este foarte mică și în acest stadiu se omite). Pentru a utiliza mai bine materialul, se preferă o formă de egală rezistență, care, dacă grosimea este constantă, este o formă triunghiulară.

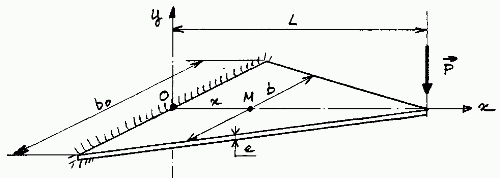
Lamă de egală rezistență, triunghiulară, cu grosimea egală

Lățimea b a unei lame de egală rezistență este direct proporțională cu momentul încovoietor, {\displaystyle M_{\text{f}},} care, la rândul său, este direct proporțional cu distanța până la punctul de aplicare al sarcinii:
{\displaystyle M_{\text{f}}=P\,(L-x)}
Lățimea lamei în punctul de abscisă x este:
{\displaystyle b={\frac {b_{0}}{L}}(L-x)}
unde bo este lățimea lamei în punctul de încastrare, iar L este lungimea sa.
Tensiunea de încovoiere este constantă pe toată lama:
{\displaystyle \sigma _{max}={\frac {M_{\text{f}}}{W_{z}}}={\frac {P(L-x)}{\frac {b\,e^{2}}{6}}}={\frac {P(L-x)}{\frac {b_{o}\,e^{2}\,(L-x)}{6\,L}}}={\frac {6\,P\,L}{b_{o}\,e^{2}}}}
Condiția de rezistență
Condiția de rezistență este deci:
{\displaystyle \sigma _{max}={\frac {6\,P\,L}{b_{o}\,e^{2}}}\leq \sigma _{adm}}
unde {\displaystyle \sigma _{adm}} este rezistența admisibilă.
Condiția de deformare
În ipoteza clasică, dar aici nerealistă, a deplasărilor mici, este posibil să se calculeze săgeata f a capătului liber sub efectul încărcării P:
{\displaystyle f={\frac {6\,P\,L^{3}}{E\,b_{o}\,e^{3}}}}.
Cele două condiții de rezistență și deformare impun împreună grosimea maximă a lamei:
{\displaystyle \left.{\begin{matrix}{\sigma _{maxi}={\frac {6\,P\,L}{b_{o}\,e^{2}}}\leq \sigma _{adm}}\\\\{f={\frac {6\,P\,L^{3}}{E\,b_{o}\,e^{3}}}}\end{matrix}}\right\}\Rightarrow \,e\leq {\frac {\sigma _{adm}\,L^{2}}{E\,f}}}.
După ce grosimea este rotunjită la o valoare standardizată, se poate determina bo, care, în general, dă dimensiuni prohibitive pentru lamă.

### Decuparea în foi

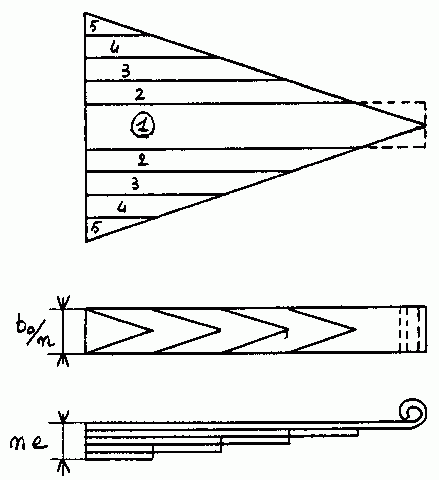
Decuparea triunghiului în foi

De obicei forma triunghiulară nu este practică. După tăierea lamei triunghiulare ca în imaginea de alături, „lipind” piesele laterale două câte două, și lărgind lama cea mai lungă („foaia principală”), este posibil să se unească lamele elementare pentru a forma un sistem în trepte presupus echivalent cu cel precedent. În practică, apar numeroase modificări care fac studiul unui astfel de arc foarte complex: formele capetelor lamelor, frecarea, sistemele de atașare etc.
Pentru a realiza un pachet de foi care este „aproximativ pătrat” în zona de prindere, dacă n este numărul de foi, este necesar să se scrie:
{\displaystyle {\frac {b_{o}}{n}}\approx n\,e\quad \Rightarrow \quad n\approx {\sqrt {\frac {b_{o}}{e}}}}.
Dacă se alege „a priori” un număr rezonabil de lame, prin combinarea diferitelor formule se poate calcula lungimea minimă a arcului, care va fi atunci cât mai ușor posibil.
De exemplu, dacă se admite următoarea egalitate bo = n2•e, care se introduce în formulele tensiunii și deformației:
{\displaystyle {\frac {6\,P\,L}{b_{o}\,e^{2}}}={\frac {6\,P\,L}{n^{2}\,e^{3}}}\leq \sigma _{adm}}
{\displaystyle f={\frac {6\,P\,L^{3}}{E\,b_{o}\,e^{3}}}={\frac {6\,P\,L^{3}}{E\,n^{2}\,e^{4}}}}
Eliminând e între acestea, se poate obține:
{\displaystyle L={\sqrt[{5}]{\frac {6\,P\,f^{3}\,E^{3}}{\sigma _{adm}^{4}\,n^{2}}}}}
Acesta nu este un calculul riguros pentru determinarea unui arc cu foi, dar dă o idee despre dimensiunea pe care ar putea-o avea o soluție de acest tip.

## Construcția de bază și funcționarea

Forma generică a unui arc cu foi, fără ochiuri; foile sunt centrate cu un șurub plasat la jumătatea lungimii arcului, iar la arcul din imagine alinierea laterală este asigurată de mai multe brățări

Un arc cu foi este format din mai multe platbande subțiri în formă de arc, cu o secțiune transversală dreptunghiulară, din oțel pentru arcuri. În cea mai comună configurație, centrul arcului este pasat în dreptul osiei, în timp ce ochiurile formate la capetele celei mai lungi foi asigură legarea la șasiul vehiculului. Pentru vehiculele foarte grele, un arc cu foi poate fi realizat din mai multe platbande așezate una peste alta în mai multe straturi, cu foi progresiv mai scurte. Cea mai lungă foaie este cunoscută și sub numele de „foaia principală”, sau „foaia nr. 1”, foile fiind numerotate în ordine descrescătoare a lungimii.:1–3:6 În general, în afară de foaia principală, celelalte foi au capetele conice.:8 Uneori, există foi auxiliare, care fac parte din pachetul principal de arcuri, caz în care foaia auxiliară cea mai apropiată de foaia principală este nr. 1, următoarea cea mai apropiată este nr. 2 etc.:3 Foile sunt atașate una de cealaltă printr-un șurub central, care se află la sau aproape de punctul de mijloc de-a lungul arcului.:8 Pentru a asigura că foile rămân aliniate și lateral, se pot utiliza mai multe metode, cum ar fi crestături și caneluri între foi sau brățări externe.:9–12
S-a constatat că cele mai bune oțeluri pentru arcuri sunt cele cu un conținut de carbon de aproximativ 1 %.:13–15 Grosimea fiecărei foi este standardizată, grosimile tipice variind între 5–10 mm. Materialul și dimensiunile trebuie să permită călirea fiecărei foi pentru a avea o structură martensitică⁠(d) pe întreaga secțiune. Exemple de aliaje de oțel pentru arcuri sunt 55Si7, 60Si7, 65Si7, 50Cr4V2 și 60Cr4V2.:6 În România ele sunt cunoscute sub denumirea generică de „oțel arc”.

### Caracteristici

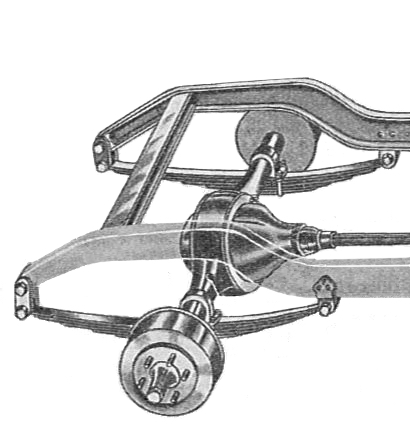
Fiecare parte a acestei punți spate este suspendată de un arc cu foi. Ochiul frontal al fiecărui arc este articulat de cadru, iar ochiul posterior este legat prin eclise care pivotează pentru a permite arcului să se lungească pe măsură ce se flexează.

Cele două capete ale unui arc cu foi sunt de obicei formate cu ochiuri, prin care un element de fixare leagă fiecare capăt al arcului de șasiul vehiculului sau de caroseria autoportantă. Unele arcuri se termină cu un capăt concav, numit „capăt tip lingură” (rar folosit în prezent), care permite un element pivotant. Un ochi este de obicei într-o poziție fixă, dar ochiul permite pivotarea odată cu mișcarea arcului, în timp ce celălalt ochi este legat la un mecanism care permite acelui capăt să pivoteze și să se deplaseze în anumite limite. Un arc cu foi poate fi legat direct la șasiu cu ambele ochiuri sau legat doar la un capăt, de obicei cel din față, iar celălat celălalt capăt legat printr-un braț oscilant scurt. Brațul preia tendința arcului cu foi de a se alungi atunci când este comprimat și astfel face suspensia mai moale. Brațul oferă un anumit grad de flexibilitate arcului, astfel încât acesta să nu se rupă atunci când este supus unor sarcini grele. Axul este de obicei fixat la mijlocul arcului prin brățări în „U”. 
Arcul cu foi acționează ca o legătură pentru a menține axul în poziție, prin urmare, nu sunt necesare legături separate. Rezultatul este o suspensie simplă și puternică. Frecarea dintre lamele amortizează mișcarea arcului și reduce reculul, ceea ce, până când amortizoarele au fost adoptate pe scară largă, a fost un avantaj semnificativ față de arcurile elicoidale. Totuși, deoarece arcul cu foi servește și la menținerea axei în poziție, arcurile moi – adică arcurile cu o constantă elastică mică – nu sunt potrivite. Rigiditatea mică face ca acest tip de suspensie să nu fie potrivită la motociclete.

### Tipuri

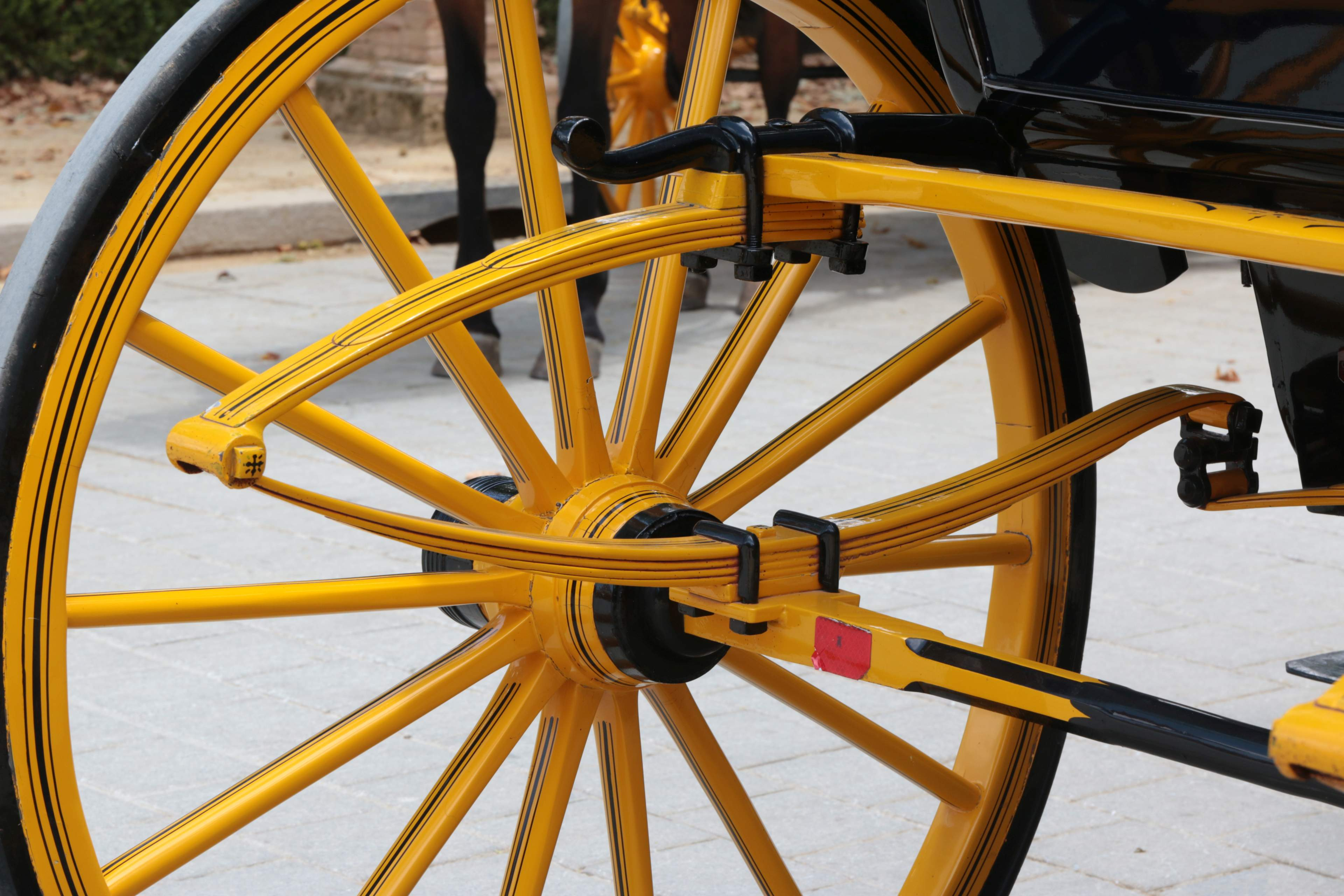
Arc „trei sferturi de elipsă” la o trăsură

Există o varietate de arcuri cu foi, de obicei folosind cuvântul „eliptice”. Arcurile cu foi „eliptice” sau „complet eliptice”, brevetate în 1804 de inventatorul britanic Obadiah Elliott, se referă la două arcuri legate la capete. Acestea erau legate la șasiu în partea centrală a arcului superior, iar centrul inferior era legat la componentele „active” ale suspensiei, cum ar fi o punte față rigidă. La acestă variantă de obicei erau necesare componente suplimentare ale suspensiei, cum ar fi brațe de susținere, dar nu și pentru arcurile cu foi „semieliptice”.
Arcurile „sfert de elipsă” aveau adesea cea mai groasă parte a pachetului de foi încastrată în capătul din spate al pieselor laterale ale unui cadru „în scară” scurt, capătul liber fiind atașat la puntea cu diferențial, ca în Austin Seven din anii 1920. Ca exemplu de arcuri cu foi neeliptice, Ford Model T avea mai multe arcuri cu foi peste diferențialul său, care erau curbate în formă de jug. Ca înlocuitor pentru amortizoare, unii producători au așezat foi nemetalice între foile metalice, de exemplu de lemn.
Invenția lui Elliot a revoluționat structura și construcția trăsurilor, eliminând necesitatea unei stinghii grele și făcând transportul pe drumuri accidentate mai rapid, mai ușor și mai puțin costisitor.

Exemple de arcuri cu foi
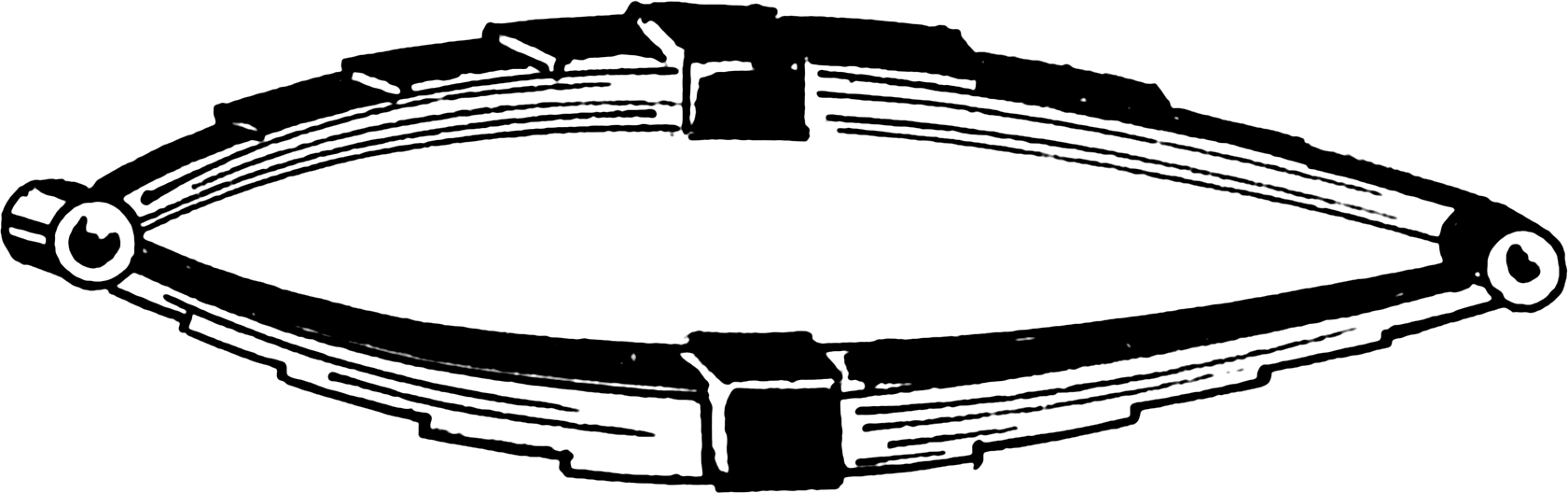
Eliptic
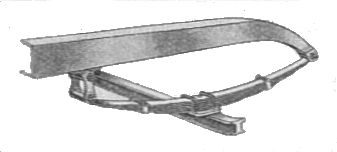
Semieliptic
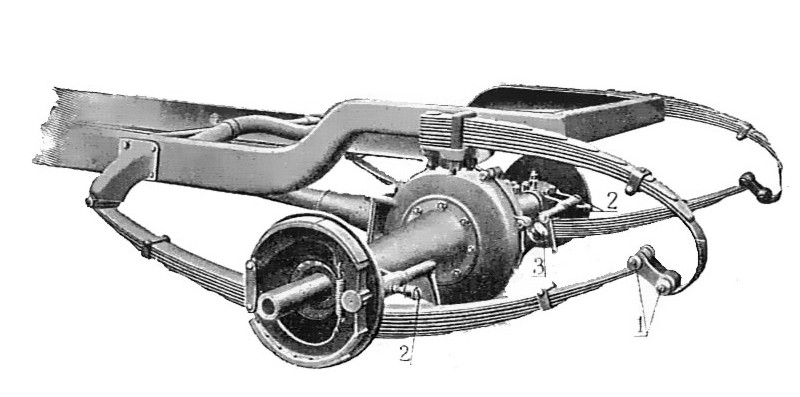
Trei sferturi de elipsă
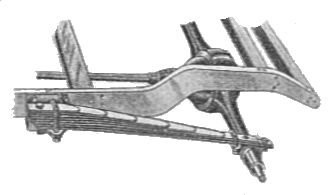
În sfert de elipsă
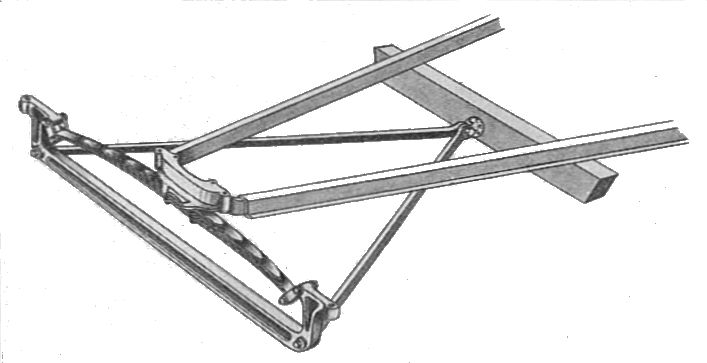
Transversal

Forma unui arc cu foi conic sau parabolic

O variantă mai modernă este arcul cu foi parabolice. Această formă este caracterizată de mai puține lamele a căror grosime variază de la centru la capete, urmând o curbă parabolică . Intenția acestei construcții este de a reduce frecarea dintre lamele, prin urmare există contact doar între capetele lamelelor și în centru, unde este legat axul. Distanțierele previn contactul în alte puncte. Pe lângă economisirea greutății, principalul avantaj al arcurilor parabolice este flexibilitatea lor mai mare, care se traduce printr-o calitate îmbunătățită a rulării, care se apropie de cea a arcurilor elicoidale. Dezavantajul este capacitatea redusă de încărcare. Acestea sunt utilizate pe scară largă în autobuze, pentru un confort sporit.
O altă dezvoltare, realizată de compania britanică GKN și de Chevrolet, printre altele cu Corvette, este trecerea la arcuri lamelare din plastic compozit. Totuși, din cauza lipsei frecării între lamele și a altor efecte interne de amortizare, acest tip de arc necesită amortizoare mai puternice.
De obicei, atunci când este utilizat în suspensia automobilelor, arcul cu foi asigură atât susținerea unei axe, cât și poziționarea ei. Acest lucru poate duce la probleme de manevrabilitate deoarece natura flexibilă a arcului face dificil controlul precis al masei nesuspendate⁠(d) a axei. Unele modele de suspensii utilizează o legătură Watt⁠(d) (sau o bară Panhard⁠(d)) și brațe radiale pentru a poziționa axa și nu au acest dezavantaj. Astfel de modele pot utiliza arcuri mai moi, rezultând un confort sporit. Exemple sunt suspensiile spate ale modelelor Austin-Healey 3000 și Fiat 128.

## Arc lamelar
Un arc lamelar este similar cu un arc cu foi, însă format dintr-o singură foaie, cea principală. Lamela poate avea diferite forme:
- Arcul cu secțiune dreptunghiulară cu lățime și grosime constante. Calculul tensiunilor și al deformațiilor este identic cu cel pentru bare cu secțiune dreptunghiulară. Are caracteristicile cele mai defavorabile, dar este cel mai ușor de executat și cel mai ieftin.[15]
- Arcul cu secțiune dreptunghiulară cu lățime constantă și grosime care variază parabolic. Este echivalent cu o bară de egală rezistență la încovoiere. Are caracteristici optime, dar este mai greu de executat, deci mai scump.[15]
- Arcul cu secțiune dreptunghiulară cu grosime constantă și lățime în formă de triunghi. Calculul tensiunilor și al deformațiilor este similar cu cel al arcului cu mai multe foi. Are caracteristici foarte bune, dar nu poate fi folosit în forma teoretică deoarece nu se pot realiza ochiurile de la capete. Soluția obișnuită este răsucirea vârfurilor la 90°, ceea ce îl aduce la forma trapezoidală. [16]
- Arcul cu secțiune dreptunghiulară cu grosime constantă și lățime în formă de trapez. Are caracteristici intermediare, dar forma este optimă pentru uzul curent. Este ușor de executat.[16]

## Procesul de fabricație
Arcurile cu foi se fabrică astfel:
1. Operații înainte de tratarea termică:
  1. debitarea foilor
  2. laminarea foilor
  3. ajustarea foilor
  4. tăierea capetelor (triunghiular sau trapezoidal) și presare
  5. a doua deformare (a capetelor conice)
  6. canelare și nervurare (în lung)
  7. centrare
  8. ștanțarea informațiilor privind clasa arcului
  9. găurirea găurilor centrale.
2. Operații de tratare termică:
  1. încălzire (pentru călire)
  2. curbare
  3. călire
  4. revenire.
3. Operații după tratarea termică:
  1. îndreptarea curbării nedorite
  2. îndreptarea răsucirii laterale
  3. bucșarea ochiurilor
  4. alezarea ochiurilor
  5. montarea brățărilor din ochiuri.
4. Asamblare și finisarea suprafețelor:
  1. sablare cu alice
  2. vopsire
  3. asamblare
  4. încercare
  5. marcare și împachetare.

### Tratamente termice
1. Încălzire pentru călire: Orice metal sau aliaj care poate fi laminat⁠(d) la rece sau la cald, cu o rezistență suficient de mare și care are o ductilitate suficientă pentru a fi format poate fi utilizat pentru arcuri. Pentru proprietăți speciale ale arcurilor, cum ar fi o rezistență bună la oboseală, caracteristici diamagnetice, rezistență la coroziune sau la temperaturi înalte, se impun considerații speciale. Lamelele sunt încălzite într-un cuptor peste temperatura critică de 727 °C. De obicei, temperatura de încălzire este între 850 °C și 950 °C, temperaturi la care oțelul arc are o structură de austenită.
2. Curbare: Gradul de îndoire aplicat arcului de la linia centrală, care trece prin inele, se numește curbare. Curbarea se face astfel încât, chiar și la sarcina maximă, arcul deformat să nu atingă elementul mașinii de care este fixat. Curbarea prezentată în figuri este pozitivă. Lamelele sunt curbate la raza necesară folosind o presă hidraulică. Fiecare lamelă este verificată dacă are raza necesară folosind calibre.
3. Călire: Lamelele îndoite la cald sunt menținute în formă și călite în baie de ulei pentru a obține structură de martensită. Martensita este cea mai dură formă de structură cristalină a oțelului. Martensita se formează în oțelurile carbon prin răcire rapidă, adică prin călirea componentei austenită. Punctul de aprindere al uleiului pentru călire este de aproximativ 200 °C, dar temperatura sa nu trebuie să depășească 80 °C. După călire, structura arcului lamelar devine foarte dură și această proprietate nu este necesară. Dar acest proces este necesar pentru a fixa lamelele la raza corectă după curbare.
4. Revenire: Revenirea este un proces de tratare termică utilizat pentru a crește rezistența și a reduce duritatea la nivelul necesar. Procesul de revenire constă în încălzirea foilor sub temperatura lor de recristalizare, apoi răcirea lor cu apă sau aer. Foile călite sunt reîncălzite într-un cuptor cu temperatura controlată, între 540–680 °C. Duritatea foilor este determinată prin metoda Brinell. Prin revenire se reduc și tensiunile interne.

## Alte utilizări

### De către fierari
Deoarece arcurile cu foi sunt fabricate din oțel de calitate relativ înaltă, acestea sunt un material preferat de către fierari. În țări precum India, Nepal, Bangladesh, Filipine, Myanmar și Pakistan, unde fierarii tradiționali produc încă local o cantitate mare de unelte, arcurile cu foi din mașinile uzate sunt frecvent folosite pentru a fabrica cuțite, kukri-uri și alte unelte. De asemenea, ele sunt folosite curent de fierarii amatori.

### La trambuline
la unele trambuline (cunoscute sub numele de trambuline cu margini moi) arcurile cu foi au înlocuit arcurile elicoidale tradiționale, ceea ce îmbunătățește siguranța utilizatorilor. Arcurile cu foi sunt distanțate în jurul cadrului ca niște „picioare” care se ramifică din cadrul de bază pentru a suspenda salteaua pentru sărituri, oferind flexibilitate și rezistență.

### La ambreiaje
"Diafragma" comună la ambreiajele mașinilor conține arcuri lamelare.